# Solomon (Alaska)
Solomon è una area non incorporata degli Stati Uniti d'America situata nella Census Area di Nome dello stato dell'Alaska.

## Geografia fisica
Solomon si trova sulla riva occidentale del fiume Solomon a meno di due chilometri dalla costa del Norton Sound. Il villaggio dista circa 50 km da Nome, a cui è collegata dalla strada che da Nome porta all'antico centro minerario di Council (ora disabitato).
Solomon dispone di un aeroporto privato, il Solomon State Field Airport, (codice FAA "AK26"), di proprietà della comunità nativa di Solomon.

## Storia
L'area ove sorse il villaggio era originariamente abitata dagli eschimesi della tribù Fish River. Nel 1900 il luogo era segnato sulle mappe come Erok. Il villaggio in origine si trovava sul lato opposto del fiume Salomon rispetto al villaggio attuale, cioè nell'area a est del fiume, fra questo fra il ed il Norton Sound. Il posto, che oggi è conosciuto come Dickson, nell'estate fra il 1899 ed il 1900 divenne un campo di minatori, che a migliaia vennero richiamati nella zona da quella che viene chiamata la Corsa all'oro di Nome (Nome Gold Rush). Entro il 1904, Solomon contava sette saloon, un ufficio postale e un attracco per i traghetti. Nel 1903 venne avviata la costruzione di una linea ferroviaria, la Council City and Solomon River Railroad, che vedeva in Dickson la stazione di partenza per il collegamento con il distretto minerario di Council. La linea tuttavia non arrivò mai a Council, fermandosi dopo 56 km presso il Penelope Creek nel 1906, per mancanza di fondi e problemi finanziari della società proprietaria della linea. Ad oggi alcuni relitti del treno sono visibili presso il ponte sul Salomon e sono noti come Last Train to Nowhere ("L'ultimo treno verso il nulla").
Nel 1939 la comunità si trasferì nell'attuale Solomon, dove nel 1940 il Bureau of Indian Affairs costruì una grande scuola. Durante la Seconda Guerra Mondiale molte famiglie abbandonarono la città e l'ufficio postale e la scuola vennero interrotti nel 1956.
L'edificio della scuola è stato ristrutturato nel 2001 ed ospita attualmente un B&B.